# Oreodera macropoda
Oreodera macropoda är en skalbaggsart som beskrevs av Luciane Marinoni och Martins 1978. Oreodera macropoda ingår i släktet Oreodera och familjen långhorningar. Inga underarter finns listade i Catalogue of Life.